# خالق‌آباد (خدابنده)
خالق‌آباد (خدابنده)، روستایی از توابع بخش مرکزی شهرستان خدابنده در استان زنجان ایران است.

## جمعیت
این روستا در دهستان خرارود قرار دارد و براساس سرشماری مرکز آمار ایران در سال ۱۳۸۵، جمعیت آن ۹۸۰ نفر (۱۸۳خانوار) بوده‌است.